# Live at Montreux Jazz Festival 2001
Live at Montreux Jazz Festival 2001 è un album live di Burning Spear, pubblicato dalla Burning Music Records nel 2002. Il disco fu registrato dal vivo al Festival Jazz di Montreux (Svizzera) del 2001.

## Tracce
Testi e musiche di Winston Rodney
1. The Youth – 6:21
2. Jah Nuh Dead – 5:34
3. Nyah Keith – 4:57
4. Man in the Hills – 7:11
5. Tumble Down – 8:16
6. Old Marcus – 7:04
7. Rocking Time – 6:54
8. Columbus – 7:17
9. Slavery Days – 8:06
10. Postman – 9:12
11. Happy Day – 3:03

## Musicisti
- Burning Spear (Winston Rodney) - voce, congas, percussioni
- Cecil Ordonez - chitarra solista
- Galbert Spence - chitarra ritmica
- Stephan Stewart - tastiere
- Clyde Cummings - sassofono
- James Smith - tromba
- Micah Robinson - trombone
- Dave Richard - basso
- Michael Ramsey - batteria